# Стремоухов, Николай Петрович
Николай Петрович Стремоухов (29 августа 1861 — 8 декабря 1938, Загреб) — русский генерал, генерал-лейтенант Генерального штаба.

## Биография
Происходил из дворянского рода Стремоуховых. Православный. Из дворян Нижегородской губернии. Сын тайного советника Петра Дмитриевича Стремоухова (1828—1918) и Екатерины Николаевны Биппен, родной брат губернатора и сенатора Стремоухова Петра Петровича, читайте Артура Горака «Институт губернаторства Российской империи в исторической ретроспективе: по воспоминаниям П. П. Стремоухова».
Окончил Пажеский корпус и Николаевскую академию Генерального штаба (1888 год).
Из Пажеского корпуса выпущен в Лейб-гвардии Егерский полк. После окончания академии служил по Генеральному штабу в Кавказском и Виленском военных округах.
Участник русско-японской войны — командовал 174-м пехотным Роменским полком, воевавшим в Маньчжурии.
В Первую мировую войну: 1914 года — генерал-майор, начальник штаба 7-й армии; 1916 год — начальник 34-й пехотной дивизии.
В 1918—1920 годах председатель контрольной комиссии Комитета содействия Вооруженным Силам Юга России (Добровольческая армия).
В эмиграции проживал в Югославии. Здесь находился на службе в Военном министерстве в Загребе и одновременно возглавлял группу русских офицеров Генерального штаба.
Скончался в Загребе.
 В 1897 г. — полковник и штаб-офицер для особых поручений при командующем Виленским военным округом. В 1901 г.— начальник штаба 27-й пехотной дивизии. В 1903—1906 гг. — командир 174-го пехотного Роменского полка, воевавшего в Маньчжурии. В 1906 г. — генерал-майор для особых поручений при командующем Иркутским военным округом. В 1909 г. — начальник штаба 17-го армейского корпуса. В 1914 г., в самом начале войны, произведен в генерал-лейтенанты (примечание — имеется фрагмент оригинального войскового документа, датированный 16 сентября 1914 г., в котором имеются такие строки: «Подписалъ: Начальникъ Штаба, Ге(нералъ — фрагмент плохо сохранился (прим.)) Майоръ Стремоуховъ»), награждён Георгиевским оружием я назначен начальником штаба 7-й армии. В 1916 г. — начальник 34-й пехотной дивизии. В 1918 г. прибыл в Добровольческую армию и зачислен в резерв чинов. В конце 1918 г. по 1920 г. — председатель контрольной комиссии Комитета содействия Вооруженным Силам Юга России. В эмиграции проживал в Югославии. Здесь находился на службе в Военном министерстве в Загребе и одновременно возглавлял группу русских офицеров Генерального штаба. Скончался в Загребе 8 декабря 1938 г.